# Ulven er løs
Ulven er løs er et tegneseriealbum i serien om Valhalla af Peter Madsen. Det er det første album i serien og udkom i 1979. Historien er løst bygget over fortællingen kaldet Fenrisulven bindes fra Gylfaginning.
Albummet har solgt over 100.000 eksemplarer og er oversat til 10 sprog. Der blev også udgivet en undervisningsudgave, som modtog Danmarks Skolebibliotekarers børnebogspris i 1981.

## Handling
Den handler om hvordan en bondepige Røskva og hendes storebror Tjalfe kommer til Asgård. Der må de hjælpe aserne med at fange Fenrisulven, som er sluppet løs. De prøver med fælder, men til sidst fanger Røskva den.